# Thomas Thompson
Thomas Thompson (Ettiley Heath, 1902. március 27. – ?, 1981) Északír nemzetközi labdarúgó-játékvezető.

## Pályafutása

### Nemzetközi játékvezetés
Az Északír labdarúgó-szövetség Játékvezető Bizottsága (JB) 1936-ban terjesztette fel nemzetközi játékvezetőnek, a Nemzetközi Labdarúgó-szövetség (FIFA) bíróinak keretébe. Több nemzetek közötti válogatott és klubmérkőzést vezetett vagy működő társának partbíróként segített. Az aktív nemzetközi játékvezetéstől 1939-ben búcsúzott. Válogatott mérkőzéseinek száma: 6.

#### Brit Bajnokság
1882-ben az Egyesült Királyság brit tagállamainak négy szövetség úgy döntött, hogy létrehoznak egy évente megrendezésre kerülő bajnokságot egymás között. Az utolsó bajnoki idényt 1983-ban tartották meg.
| Időpont           | Helyszín                           | Mérkőzés típusa               | Mérkőzés              | Eredmény |
| ----------------- | ---------------------------------- | ----------------------------- | --------------------- | -------- |
| 1936. október 31. | Windsor Park Stadion, Belfast      | 1937–1938 évi csoportmérkőzés | Észak-Írország–Skócia | 1 : 3    |
| 1938. november 9. | Tynecastle Park Stadion, Edinburgh | 1937–1938 évi csoportmérkőzés | Skócia–Wales          | 3 : 2    |

## Magyar vonatkozás
| Időpont         | Helyszín                    | Mérkőzés típusa          | Mérkőzés                 | Eredmény | Nézők száma |
| --------------- | --------------------------- | ------------------------ | ------------------------ | -------- | ----------- |
| 1939. június 8. | Üllői úti Stadion, Budapest | 218. válogatott mérkőzés | Magyarország–Olaszország | 1 : 3    | 36 000      |